# Оюм

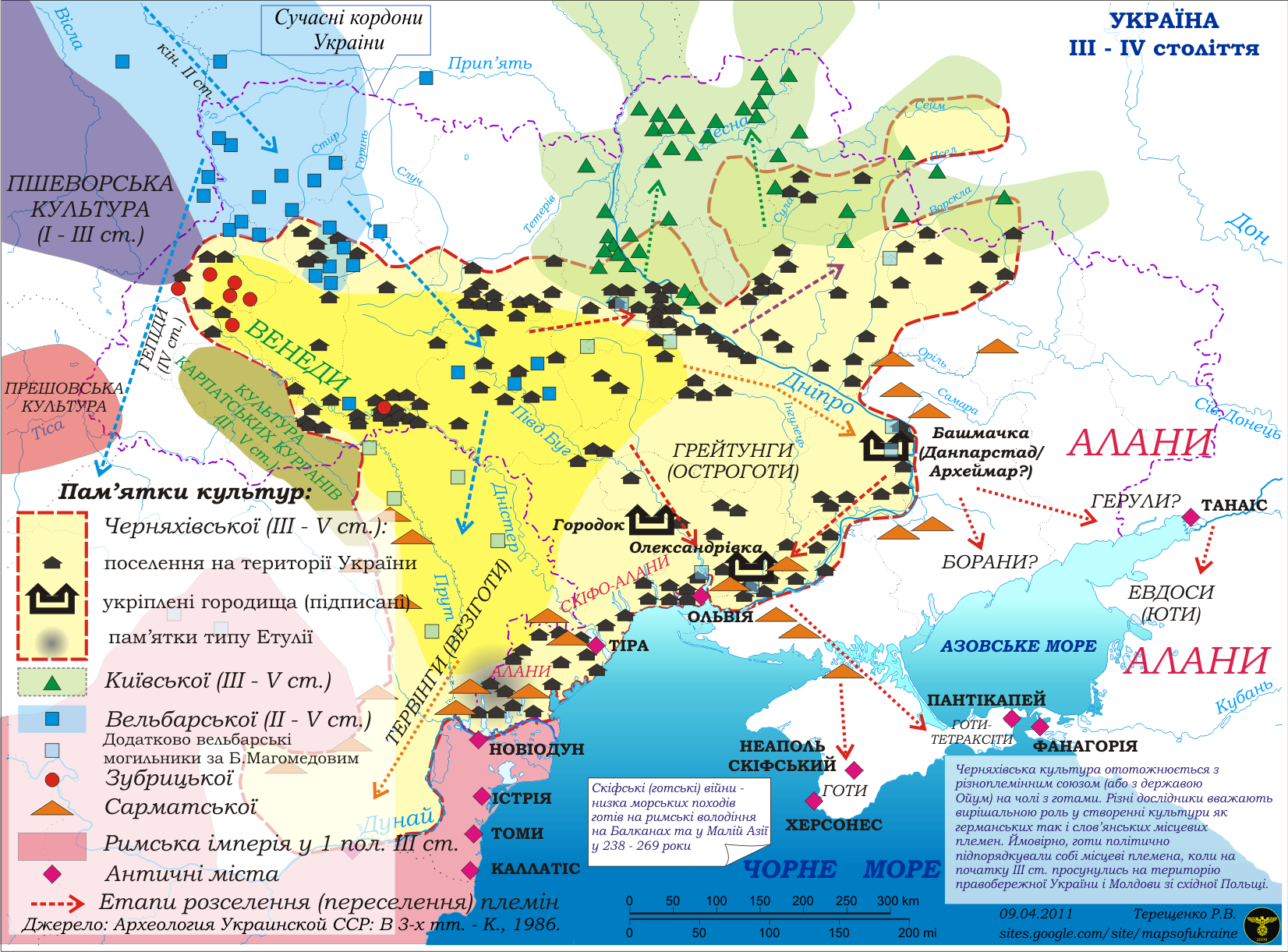
Оюм на 300 рік

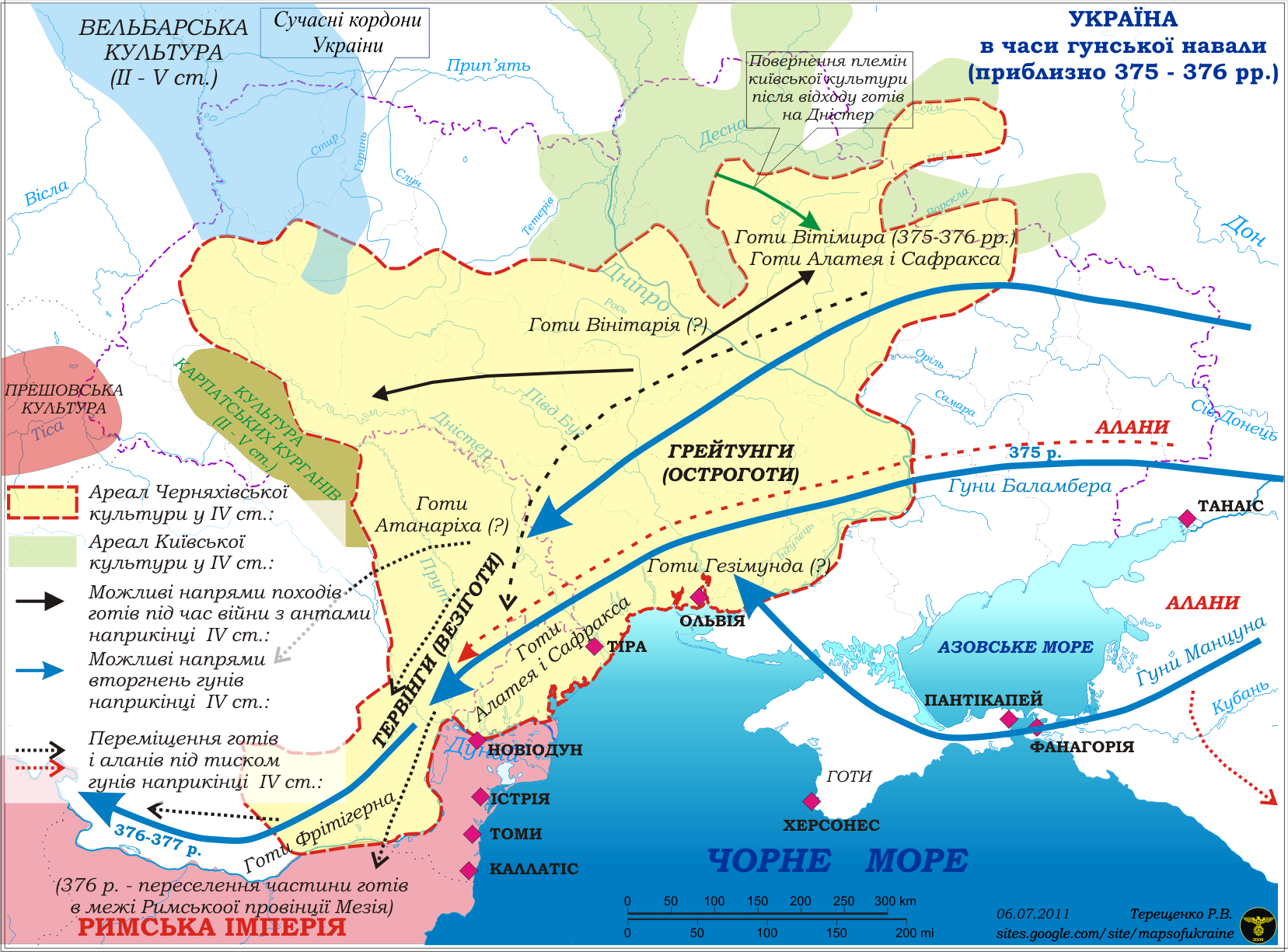
Оюм на 375 рік

Оюм (гот. 𐌰𐌿𐌾𐍉𐌼, Aujom, тобто «річкова область, країна вод») — держава готів, що існувала на теренах України. Згідно з «Гетикою» Йордана, частина Скіфії, у яку привів народ готів їх король Філімер, спокушений «великим достатком тих країв». За словами історика, ця місцевість «оточена болотами та вирами». Перш за готів її займав народ спалів.

## Локалізація
Оюм традиційно локалізується в Придніпров'ї. Лев Гумільов говорить про те, що готи займали правобережжя Дніпра; коментатори «Гетики» часто ототожнюють Оюм зі скіфською Гілеєю (лівобережжя нижнього Дніпра). Не виключено, що саме внаслідок розселення по різні боки Дніпра вперше відбувся поділ готського народу на остроготів і візиготів. Першими правив рід Амалів, другими — рід Балтів.
Академік Сєдов В. В. локалізував Оюм, гот. Aujom «водна країна», нім. Aue «територія оточена водою, болотиста місцевість», у районі, обмеженому зі сходу Пінськими болотами, з півночі Наревськими болотами, із заходу — болотистою місцевістю на кордоні з Любельщиною, оскільки, за даними археології, шлях готів з території вельбарської культури проходив східніше р. Вісли до середньої течії р. Дністра, де вони й розділилися.

## Свідчення

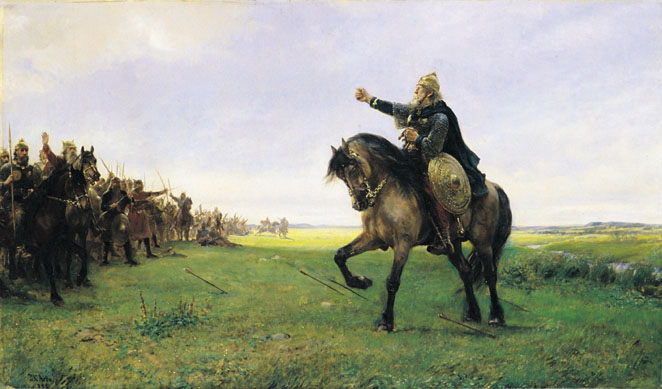
Гізур викликає гунів на двобій (Петер Арбо, 1886)

Історик Йордан визнає, що джерелами його відомостей про прабатьківщину готів служили народні перекази і праця Аблавія: «Це згадується в стародавніх їхніх піснях як би на зразок історії та для загального відома». Перекази про війни готів з гунами і про перебування перших на Дніпрі зберегли деякі скандинавські «Саги давніх часів». Найцікавіша серед них сага про Хервер, де описана битва гунів і готів, а також згадано готську столицю на Дніпрі — Археймар.

## Архелогія
В археології Оюм ідентифікують з черняхівською культурою.

## Загибель
Скориставшись кризою римської державності в III столітті, готи після декількох десятиліть зіткнень змусили Авреліана вивести римських солдатів із Дакії. Для захисту готської держави від кочівників, можливо, були ними зведені Змієві вали. В останній третині IV століття, при правлінні короля Германаріха, під тиском орд гунів, що наступали зі сходу, готи були змушені покинути Оюм і перетнути кордони Римської імперії. Кульмінацією готського вторгнення став розгром імператорської армії в битві під Адріанополем у 378 році.

## У епосі
У «Сазі про Інглінгів» згадується про «Велику Швецію» або «Холодну Швецію» на північ від Чорного моря. Найвідоміша річка цієї країни Танаїс, у пониззі якого розташована країна ванів, а на схід — Асгард[джерело?].